# یک تابستان نسبتاً عجیب و غریب
یک تابستان نسبتاً عجیب و غریب (به انگلیسی: A Fairly Odd Summer) یک فیلم تلویزیونی محصول سال ۲۰۱۴ آمریکا، براساس سری انیمیشن «والدین نسبتاً عجیب و غریب» می‌باشد.

این فیلم سومین قسمت از مجموعه فیلم نسبتاً عجیب و غریب است که همچنین به نام‌های یک فیلم نسبتاً عجیب و غریب ۳ و یک بهشت نسبتاً عجیب و غریب نیز شناخته می‌شود.

## بازیگران
- دریک بل در نقش تیمی ترنر
- دانیلا مونه در نقش توتی
- دیوید لوئیس در نقش دنزل کروکر
- درن نوریس در نقش آقای ترنر
- تریل راثری در نقش خانم ترنر
- مارک گیبون در نقش جوردن ون استرانگل
- دون ویگل در نقش ویکی
- کارتر هستینگز در نقش مارتی
- الا اندرسون در نقش میتزی
- الی لیبرت در نقش خانم مولیگان
- کرین هلپین در نقش ماید ماریان
- دوین تونگ در نقش دکتر فلمیش
- اسکات بایو در نقش فووپ (انسان)
- بوچ هارتمن در نقش یاروی دیوونه

### صداپیشه
- تارا استرانگ در نقش تیمی ترنر (پری) و پووف
- درن نوریس در نقش کازمو
- سوزان بلیکسلی در نقش واندا
- اریک بائوزا در نقش فووپ